# Шингуара

Шингуара на карте штата.

Шингуара (порт. Xinguara) — муниципалитет в Бразилии, входит в штат Пара. Составная часть мезорегиона Юго-восток штата Пара. Входит в экономико-статистический микрорегион Реденсан. Население составляет 40 573 человека на 2010 год. Занимает площадь 3779,359 км². Плотность населения — 10,74 чел./км².
Праздник города — 13 мая. 

## История
Город основан 13 мая 1982 года. 

## Демография
Согласно сведениям, собранным в ходе переписи 2010 г. Национальным институтом географии и статистики (IBGE), население муниципалитета составляет:
| Полное население                               | Полное население                               | Полное население                               | Полное население                               | 40 573 |
| ---------------------------------------------- | ---------------------------------------------- | ---------------------------------------------- | ---------------------------------------------- | ------ |
| в том числе:                                   | Городское население                            | 31 492                                         | Процент городского населения, %                | 77,62  |
|                                                | Сельское население                             | 9081                                           | Процент сельского населения, %                 | 22,38  |
|                                                | Мужское население                              | 20 572                                         | Процент мужского населения, %                  | 50,70  |
|                                                | Женское население                              | 20 001                                         | Процент женского населения, %                  | 49,30  |
| Плотность населения, чел/км²                   | Плотность населения, чел/км²                   | Плотность населения, чел/км²                   | Плотность населения, чел/км²                   | 10,74  |
| Население муниципалитета в % к населению штата | Население муниципалитета в % к населению штата | Население муниципалитета в % к населению штата | Население муниципалитета в % к населению штата | 0,54   |

По данным оценки 2015 года, население муниципалитета составляет 42 833 жителя.

## Статистика
- Валовой внутренний продукт на 2003 год составляет 248 556 518,00 реалов (данные: Бразильский институт географии и статистики).
- Валовой внутренний продукт на душу населения на 2003 год составляет 7723,70 реалов (данные: Бразильский институт географии и статистики).
- Индекс развития человеческого потенциала на 2000 год составляет 0,739 (данные: Программа развития ООН).

## Важнейшие населенные пункты
| № | Населённый пункт | Населённый пункт (порт.) | Категория | Население чел. (2010) | На карте                       |
| - | ---------------- | ------------------------ | --------- | --------------------- | ------------------------------ |
| 1 | Шингуара         | Xinguara                 | город     | 31 492                | 7°06′10″ ю. ш. 49°56′39″ з. д. |
| 2 | Риу-Вермелью     | Rio Vermelho             | поселок   | 1695                  | 6°32′11″ ю. ш. 49°24′23″ з. д. |
| 3 | Сан-Жозе         | São José                 | поселок   | 1367                  | 6°51′39″ ю. ш. 49°08′09″ з. д. |
| 4 | Сан-Франсиску    | São Francisco            | поселок   | 390                   | 7°05′30″ ю. ш. 49°41′01″ з. д. |
| 5 | Агуа-Фриа        | Água Fria                | поселок   | 130                   | 6°59′36″ ю. ш. 49°45′39″ з. д. |